# تسوباسا یوکوتاکه
تسوباسا یوکوتاکه (انگلیسی: Tsubasa Yokotake؛ زادهٔ ۳۰ اوت ۱۹۸۹) بازیکن فوتبال اهل ژاپن است.
از باشگاه‌هایی که در آن بازی کرده‌است می‌توان به باشگاه فوتبال سانفریس هیروشیما اشاره کرد.